# Tronföljd
Tronföljd (arvsföljd, successionsordning, successionsrätt) kallas den ordning, enligt vilken personer är tänkta att efterträda varandra som statschef i en monarki. Den svenska tronföljden regleras i successionsordningen, som är en av Sveriges grundlagar.

## Tronföljder
- Belgiska tronföljden
- Brittiska tronföljden
- Danska tronföljden
- Japanska tronföljden
- Liechtensteinska tronföljden
- Luxemburgska tronföljden
- Monegaskiska tronföljden
- Nederländska tronföljden
- Norska tronföljden
- Saudiarabiska tronföljden
- Spanska tronföljden
- Svenska tronföljden
- Thailändska tronföljden
- Tonganska tronföljden

## Före detta monarkiers tronföljder
- Bayerska tronföljden
- Bulgariska tronföljden
- Etiopiska tronföljden
- Grekiska tronföljden